# Cerasela Carp
Cerasela Carp (n. 20 martie 1970, Negrești, județul Vaslui) este o avocată de succes, scriitoare și militantă activă în cadrul ONG-urilor românești.
În 1997, obține licența în Drept la Universitatea „Lucian Blaga” din Sibiu. În 1999 este admisă în Baroul de Avocați Iași. Din 2003, coordonează activitatea Cabinetului de avocatură CARP Iași. Este membră a Asociației Tinerilor Avocați din Baroul Iași, membră a Asociației Europene a Avocaților (AEA) și vicepreședinte executiv al Asociației Active Iași.

## Lucrări publicate
- Ghidul avocatului de succes - Editura ALL Beck, București, 2003, Colecția Cariere
- Regimul juridic al asociațiilor și fundațiilor - Editura ALL Beck, București, 2004, Colecția Praxis
- Ghidul studentului la drept - Editura C. H. Beck, București, 2006, Colecția Cariere
- Avocatura de succes și provocările tranziției. Gheorghe Mușat în dialog cu Cerasela Carp - Editura C. H. Beck, București, 2006, Colecția Dialoguri despre lege